# Глен
Глен (на английски: Glenn) е окръг в Калифорния, САЩ. Окръжният му център е град Уилоус. Окръг Глен се намира в Централната калифорнийска долина.

## Население
Окръг Глен е с население от 26 453 души.(2000)

## География
Окръг Глен има обща площ от 3437 км2 (1327 мили2).

## История
Окръг Глен е основан през 1891 г. от части на окръг Колуза. Кръстен е на д-р Хю Дж. Глен, политик и най-големият производител на пшеница в щата по неговото време.

## Градове
- Уилолс
- Хамилтън Сити